# Иф (Кальвадос)
Иф (фр. Ifs) — коммуна во Франции, находится в регионе Нормандия, департамент Кальвадос, округ Кан, центра одноименного кантона. Пригород Кана, расположен в 5,5 км к югу от центра города.
Население (2018) — 11 567 человек. 

## Достопримечательности
- Церковь Святого Андрея XII—XIII веков в романском стиле
- Захоронения гальштатской культуры (5 век до н.э.)

## Экономика
До 2001 года в Ифе функционировал завод компании Moulinex.
Структура занятости населения:
- сельское хозяйство — 0,1 %
- промышленность — 7,7 %
- строительство — 10,7 %
- торговля, транспорт и сфера услуг — 50,4 %
- государственные и муниципальные службы — 31,1 %.

Уровень безработицы (2017) — 14,9 % (Франция в целом —  13,4 %, департамент Кальвадос — 12,5 %). 

Среднегодовой доход на 1 человека, евро (2018) — 21 170 (Франция в целом — 21 730, департамент Кальвадос — 21 490).

## Демография
Динамика численности населения, чел.

## Администрация
Пост мэра Ифа с 2014 года занимает Мишель Патар-Лежандр (Michel Patard-Legendre). На муниципальных выборах 2020 года возглавляемый им правый список победил в 1-м туре, получив 59,87 % голосов.
| Период | Период | Фамилия              | Партия                                                | Примечания                                                        |
| ------ | ------ | -------------------- | ----------------------------------------------------- | ----------------------------------------------------------------- |
| 1971   | 1977   | Андре Тепье          |                                                       |                                                                   |
| 1977   | 1983   | Жан Мулен            |                                                       |                                                                   |
| 1983   | 1989   | Жак Легардинье       |                                                       | учитель                                                           |
| 1989   | 2001   | Жан Мулен            | Социалистическая партия                               | член Генерального совета департамента                             |
| 2001   | 2008   | Раймон Слама         | Социалистическая партия                               | работник компании Moulinex, член Генерального совета департамента |
| 2008   | 2014   | Жан-Поль Гошар       | Разные левые                                          | учитель                                                           |
| 2014   |        | Мишель Патар-Лежандр | Союз за народное движение Республиканцы Разные правые | коммерсант                                                        |

## Города-побратимы
- Ильфракомб, Великобритания
- Нидерверн, Германия

## Галерея

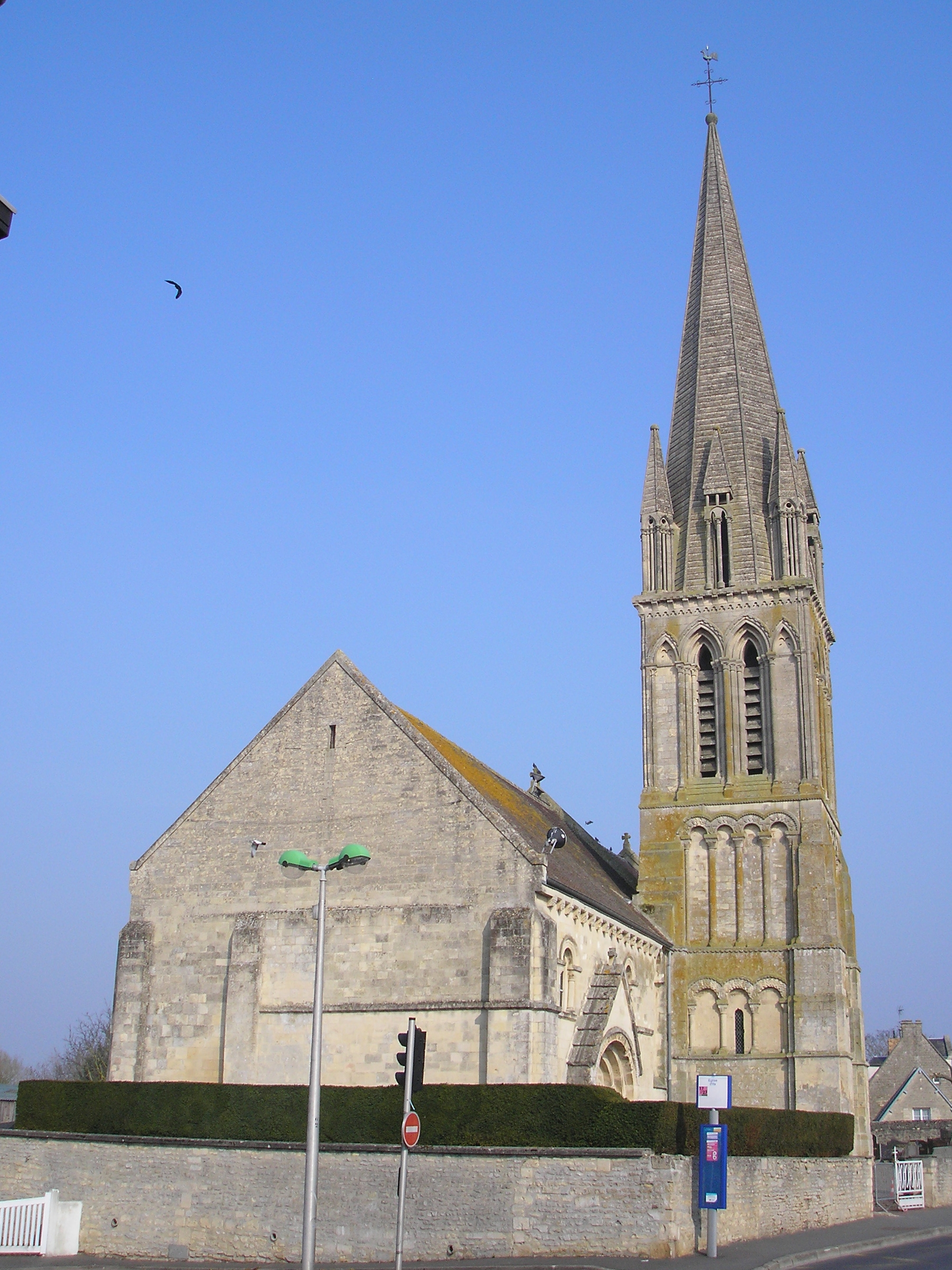
Церковь Святого Андрея
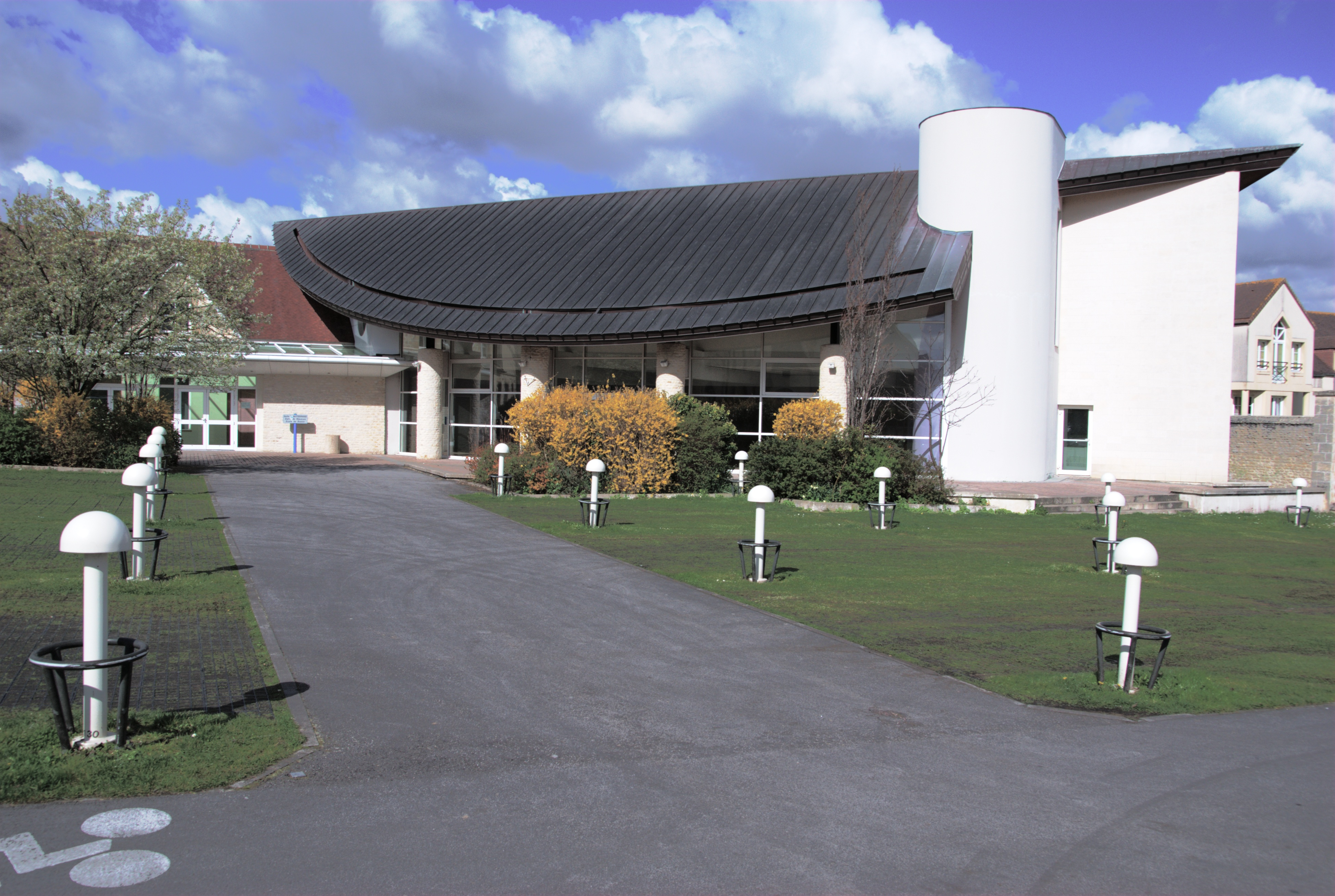
Центр Франсуа Миттерана

1. 1 2  база данных о французских коммунах — Национальный географический институт Франции, 2015.